# Биллури, Акима Ибрагим кызы
Акима (Окюма) Ибрагим кызы Биллури (азерб. Hökümə İbrahim qızı Billuri; 3 марта 1926, Зенджан — 22 ноября 2000, Баку) — азербайджанская поэтесса и литературовед, общественный и политический деятель, активная участница национально-освободительного движения в Иранском Азербайджане, член Союза писателей Азербайджана (с 1958), кандидат филологических наук (1963), Народный поэт Азербайджана (1998), Заслуженный деятель искусств Азербайджанской ССР (1984), Ветеран Труда (1985).

## Биография
Акима Биллури родилась 3 марта 1926 года в городе Зенджан в Иранском Азербайджане в семье кузнеца. С 1933 по 1943 год училась в средней школе для девочек «Азери» в родном городе. После завершения обучения была оставлена в школе в качестве педагога.
Интерес к литературе у Акимы пробудился ещё в детстве. Так, ещё будучи школьницей, она начала писать стихи на персидском языке, а позднее и на родном азербайджанском. Печататься Биллури стала в 1944 году. Её первые стихи на азербайджанском («Рабочий», «Глаза мои», «Наступило утро» и др.) и статьи вышли в 1945 году в газетах «Азер» в Зенджане и «Ветен йолунда» (За Родину) в Тебризе, а также в журнале «Азербайджан».
После того, как в Иран вошли советские войска, Биллури начала заниматься политической деятельностью, став членом комитета коммунистической партии области Хамсе. Была активной участницей национально-освободительного движения начала 1940-х. В 1945-46 годах Биллури занимала посты заместителя председателя отдела пропаганды Зенджанского областного комитета Азербайджанской демократической партии, заместителя председателя зенджанского отдела Общества культурной связи между СССР и Ираном, а также директором библиотеки Дома культуры Зенджана. За «активное участие в революционных событиях в Южном Азербайджана», Биллури была награждена медалью «21 Азер».
После падения Демократической Республики Азербайджан в декабре 1946 года, Биллури была вынуждена уехать с Родины и поселиться в Советском Азербайджане.
В Азербайджанской ССР Акима Биллури продолжает своё образование на филологическом факультете Азербайджанского государственного университета, которое оканчивает в 1952 году. В период с 1952 по 1954 год Биллури работала редактором в отделе художественной литературы издательства «Азернешр» в Баку, а затем (до 1956 года) учится в Партийной школе при ЦК КП Азербайджанской ССР, которое оканчивает с отличием. За годы учёбы в школе Биллури два раза избиралась членом ЦК Азербайджанской демократической партии.
В период с 1956 по 1960 год Биллури работала главным редактором газеты «Азербайджан» — политического органа Азербайджанской демократической партии, а с 1960 по 1963 года училась в Академии общественных наук при ЦК КПСС в Москве, где защитила кандидатскую диссертацию по теме «Реалистическая демократическая литература Иранского Азербайджана».
С 1964 года Акима Биллури работала старшим научным сотрудником в Институте народов Ближнего и Среднего Востока Академии наук Азербайджанской ССР. Была награждена почётной грамотой Президиума Верховного Совета Азербайджана и медалями СССР.

Могила Акимы Биллури на II Аллее почётного захоронения в Баку

Среди изданных сборников её стихов имеются «Моя мечта» (1949), «По дорогам жизни», «На память о поэте» (1957), «Меня ждет чинара», «В годы борьбы» (1954), «Вдали от тебя» (1961) и др. В Москве и Баку на русском языке были опубликованы её книги «Стихи» (1955), «Весна свободы» (1963), «Посвящение» (1970), «Дом души твоей» (1980). Романтическая поэзия Акимы Биллури посвящена в основном жизни Иранского Азербайджана. Помимо поэтической деятельности, Биллури вела также исследования в области литературоведения.
Скончалась Биллури 22 ноября 2000 года в городе Баку. Похоронена на II Аллее почётного захоронения в Баку.

## Сочинения

### Сборники стихов
- Стихи, Баку, 1955 (в русском переводе);
- Шаирин јадиҝары, Бакы, 1957 (азерб.);
- Разлука, Баку, 1959 (в русском переводе);
- Весна свободы, М., 1963 (в русском переводе);
- Ше’рләр, Бакы, 1966 (азерб.);
- Посвящение. [Предисл. Ч. Гусейнова], М., 1970 (в русском переводе);
- Неҹә унудум, Бакы, 1974 (азерб.).
- Дом души твоей: Сб. стихов / Акима Биллури; Пер. [с азерб.] Р. Казаковой. — М.: Наука, 1980.
- Имя это повсюду со мною: Стихи [о В. И. Ленине] / Окюма Биллури; Перевод М. Петракова. — Лит. Азербайджан, 1980, № 4.

### Научные работы
- Биллури А. Традиции и новаторство в художественной форме современной поэзии Иранского Азербайджана. — В кн: Иранская филология. Материалы IV Всесоюзной межвузовской научной конференции по иранской филологии, состоявшейся в Ташкенте 23-26 сентября 1964 г. Ташкент, 1966, с. 280—293.
- Биллури А. О первых шагах в зарождении детской литературы и педагогических взглядах Ираджа Мирзы. — В кн.: Пятая межвузовская научная конференция по иранской филологии. (Тезисы докл.) Душанбе, 1966. с. 36-38.
- Биллури А. И. Развитие реалистической демократической поэзии Иранского Азербайджана. Баку, 1972.